# Dermacentor parumapertus
Dermacentor parumapertus är en fästingart som beskrevs av Neumann 1901. Dermacentor parumapertus ingår i släktet Dermacentor och familjen hårda fästingar. Inga underarter finns listade i Catalogue of Life.